# Niels Bøgholm
Niels Hansen Petersen Bøgholm (* 11. Juni 1873 in Lundtofte bei Kopenhagen; † 4. Mai 1957 in Hillerød) war ein dänischer Anglist und Hochschullehrer.

## Leben und Wirken
Nach seiner Reifeprüfung am Gymnasium in Birkerød studierte Niels Bøgholm seit 1890 Anglistik an der Universität Kopenhagen und legte dort 1896 seine Magisterprüfung ab. Seine Promotion mit einer Dissertation über Francis Bacon und William Shakespeare folgte im Jahre 1906. In dieser Arbeit legte er dar, dass Francis Bacon nicht der Autor von Shakespeares Werken gewesen sein konnte. Einige Jahre arbeitete er dann als Lehrer im Schuldienst. Von 1911 bis 1919 lehrte er dann als Dozent für Anglistik an der Universität Kopenhagen und hatte anschließend bis 1945 eine Professur inne. Neben seiner universitären Tätigkeit lehrte er außerdem an der Hochschule für Lehrerbildung und war Mitglied der Prüfungskommission bei der Ausbildung von Übersetzern.
In seinen wissenschaftlichen Arbeiten beschäftigte sich Niels Bøgholm neben sprachwissenschaftlichen Themen auch mit der Geschichte der englischen Literatur.
Sein Sohn war der Politiker und Journalist Karl Bøgholm.

## Veröffentlichungen (Auswahl)
- Bacon og Shakespeare. En sproglig sammenligning. Truelsen, København 1906 (= Dissertation Universität Kopenhagen).
- Notes on Present-Day English. In: Anglia, Bd. 38 (1913), S. 505–511.

- Robert Browning. Ringen og bogen. En litteraer monografi. Pios, København 1918.

- English prepositions. Gyldendal, København 1920.

- Engelsk betydningslaere. Pios, København 1922.

- Sprog og kultur i det 19. aarhundredes England. København 1928.
- Outstanding Features of English Grammatical Number. In: ders. (Hrsg.): A grammatical miscellany offered to Otto Jespersen on his seventienth birthday.  Levin & Munksgaard, Copenhagen 1930, S. 211–224.
- Milton and Paradise lost. Munksgaard, Copenhagen 1932 (Reprint: Haskell, New York 1974).
- The Ancient Mariner. In: Anglia, Bd. 63 (1939), S. 186–196.
- English speech from an historical point of view. Ny Nordisk Forl., Copenhagen 1939.
- The Layamon text. A linguistic investigation. Munksgaard, Copenhagen 1944.
- The Hamlet Drama. In: Orbis litterarum, Bd. 4 (1946), H. 1, S. 157–228.
- (mit A. C. Lawrenson): Modern England, its ways and manners. 3. Aufl. Gyldendalske Boghandel - Nordisk Forl., København 1946.
- Om engelsk sprogbrug. Gyldendal, København 1952.